# Хазбанд, Джеймс
Джеймс Эндрю Хазбанд (англ. James Andrew Husband; 4 января 1994, Лидс, Уэст-Йоркшир) — английский футболист, защитник клуба «Блэкпул».

## Клубная карьера

### «Донкастер Роверс»
Джеймс начал заниматься футболом в академии «Лидс Юнайтед», а в 16 лет перебрался в соседний клуб «Донкастер Роверс», заключив 2-летний стипендиальный контракт. В ноябре 2011 года подписал первый профессиональный контракт сроком на 2,5 года, несмотря на интерес со стороны клубов Премьер-лиги.
17 апреля 2012 года защитник дебютировал в основной команде «Донкастера» в гостевой встрече Чемпионшипа против «Мидлсбро», появившись на замену; а спустя 4 дня вышел в стартовом составе на матч против «Ковентри Сити» (2:0).
В сезоне 2012/13 Хазбанд закрепился в основном составе команды, играя на позициях левого защитника и левого полузащитника. 18 февраля 2013 года он забил первый гол на профессиональном уровне, отличившись в гостевой игре против «Кроли Таун» (1:1). Сыграв по итогам сезона 40 матчей и забив 3 мяча, Джеймс помог своей команде занять первое место в Лиге Один и спустя год вернуться в Чемпионшип.
Хазбанд удачно начал новый сезон и 16 августа забил свой первый гол на уровне Чемпионшипа, поразив ворота «Блэкберн Роверс» (2:0), однако осенью получил травму плеча и был вынужден пропустить 3 месяца. По итогам сезона 2013/14 «Донкастер» занял лишь 22-е место и вновь покинул Чемпионшип.

### «Мидлсбро»
30 июля 2014 года было объявлено о переходе Джеймса Хазбанда в «Мидлсбро». Контракт был подписан на 4 года, а сумма трансфера составила около £500 тыс.; также в качестве части сделки в обратном направлении проследовал нападающий «Боро» Кёртис Мэйн. Примечательно, что в «Мидлсбро» Хазбанд стал дублёром левого защитника Джорджа Френда, своего бывшего одноклубника по «Донкастеру». 12 августа Джеймс дебютировал в составе «речников» в победном матче Кубка лиги против «Олдем Атлетик» (3:0).
14 июля 2016 года, в первой предсезонной игре против «Йорк Сити», Хазбанд снова получил серьёзную травму плеча и выбыл из строя на несколько месяцев. 5 апреля 2017 года в гостевой встрече против «Халл Сити» Джеймс провёл свой единственный матч в Премьер-лиге.

#### Аренда в «Фулхэм»
25 марта 2015 года на правах аренды до конца сезона Хазбанд присоединился к «Фулхэму», а в обратном направлении проследовал защитник «дачников» Фернандо Аморебьета. Перед началом сезона 2015/16 «Мидлсбро» и «Фулхэм» заключили аналогичную сделку, вновь обменявшись защитниками.

#### Аренда в «Хаддерсфилд Таун»
1 января 2016 года Джеймс вернулся из «Фулхэма» в «Мидлсбро», но уже 8 января отправился в аренду в «Хаддерсфилд Таун» сроком на 3 месяца. Дебютировал на следующий день в гостевом матче 3-го раунда Кубка Англии против «Рединга» (2:2).

### «Норвич Сити»
11 июля 2017 года Хазбанд подписал 3-летний контракт с клубом «Норвич Сити».

## Достижения
- Победитель Лиги Один (1): 2012/13